# 中島健一 (経営工学者)
中島 健一（なかしま けんいち、1967年 - ）は、日本の経営工学・生産システム工学者。博士（工学）（名古屋工業大学）・博士（経営学）（東北大学）。早稲田大学社会科学総合学術院教授。元大阪工業大学准教授・神奈川大学教授。日本経営工学会第35期副会長。日本品質管理学会第43/44期理事。元日本規格協会ISO/TC69 SC4国内委員会委員。元Asia Pacific Industrial Engineering and Management Systems理事。元Journal of Intelligent Manufacturing International Editorial Board。元International Foundation for Production Research理事。元日本学術会議企業行動研究連絡委員会委員。 
専門は、経営工学・経営学・社会システム工学、生産システム工学（特に品質管理、JIT、環境配慮型生産）・技術マネジメント（特にSCM）。

## 略歴
1990年名古屋工業大学工学部生産システム工学科卒業。1995年同大学大学院工学研究科生産システム工学専攻博士課程修了、博士（工学）（名古屋工業大学）。のちに、東北大学大学院経済学研究科にて博士（経営学）（東北大学）。大阪工業大学工学部に着任し、経営工学科（現：情報科学部データサイエンス学科）助手となり、1996 年同学科講師。2001年同学科助教授。この間、1998年よりマサチューセッツ工科大学(MIT) Laboratory for Manufacturing and Productivity客員助教授も兼務（1年間）。 2008年大阪工業大学工学部技術マネジメント学科准教授。2009年早稲田大学創造理工学部創造マネジメント研究所（現：価値創造マネジメント研究所）客員研究員を兼務。2010年神奈川大学工学部経営工学科教授、2016年同大学学長補佐などを経て、2018年早稲田大学社会科学総合学術院教授。その他、北京交通大学教授(非常勤)も務めた。
主な所属学会は、日本経営工学会、日本経営システム学会、日本情報経営学会、日本品質管理学会、日本オペレーションズ・リサーチ学会。主な受賞は、日本経営工学会論文奨励賞(1996) 。

## 主な著書
- 生産管理ハンドブック（分担執筆、日刊工業新聞社1999、学術書）
- 生産管理システム（共著、朝倉書店2002、学術書）
- ジャストインタイム(JIT)生産システム（分担執筆、日刊工業新聞社2004、学術書）
- サプライチェーンマネジメント(SCM)入門-QCDE戦略と手法（共著、朝倉書店2008、学術書）
- 新編生産管理システム（共著、朝倉書店2012、学術書）
- 経営工学のエッセンス: 問題解決へのアプローチ（単著、朝倉書店2012、学術書）
- 科学的先手管理入門－工程戦略・戦術の考え方とその導入（共著、日科技連出版社2015、学術書）
- モノづくりマネジメント入門（単著、日科技連出版社2020、学術書）

## 主な研究
- 超スマート社会における環境配慮型サプライチェーンマネジメント(SCM)に関する研究
- グローバル化時代における課題解決型ジャストインタイム(JIT)・イノベーションに関する研究
- SC途絶リスクマネジメントの方法論およびシステム構築に関する研究 - 慶應義塾大学との共同研究
- 製品リマニュファクチャリングの現状分析と普及シミュレータ開発の研究 - 産業技術総合研究所(AIST)との共同研究
- 持続可能な環境配慮型グローバルマネジメントシステムに関する研究
- 循環型経営システムの構築とその最適管理に関する研究

経営工学・生産システム工学の対外啓蒙活動として、東京工業大学21世紀COEプログラム「インスティテューショナル技術経営学」（SIMOT）での講演(2005, 「確率的変動を考慮した生産・物流システムの最適化」)、東京大学(2008, 「農業分野のJITは可能か？工業分野のジャストインタイム(JIT)生産システムの基礎を学ぼう」) 、東北大学(2006, 「循環型社会と企業経営」)で招待講演を行っている。